# 左权墓
左权墓，位于中国河北省邯郸市邯山区晋冀鲁豫烈士陵园，墓建于1950年，东西宽54.05米，南北长52.5米，高6.6米。前有左权将军浮雕头像，头像前面是高大碑楼。周恩来总理亲笔题“左权将军之墓”刻于汉白玉石碑正面，东面碑刻有朱德总司令“吊左权将军”诗，西面刻贺龙词。墓的对面是左权将军纪念馆。1982年7月23日公布为河北省文物保护单位，2019年10月7日公布为第八批全国重点文物保护单位。